# Bobbio Pellice
Bobbio Pellice (occitano Buebi) es una localidad y comune italiana de la provincia de Turín, región de Piamonte, con 598 habitantes. Está situado en el Valle Pellice, uno de los Valles Occitanos. Limita con los municipios de Abriès (Altos Alpes), Crissolo (Cuneo), Prali, Ristolas (Altos Alpes) y Villar Pellice.

## Evolución demográfica
| Gráfica de evolución demográfica de Bobbio Pellice entre 1861 y 2001 |
|                                                                      |
| Fuente ISTAT - elaboración gráfica de Wikipedia                      |